# Lipa (Filippine)
Lipa è una città componente delle Filippine, situata nella Provincia di Batangas, nella Regione di Calabarzon.
Lipa è formata da 72 barangay:
- Adya
- Anilao
- Anilao-Labac
- Antipolo Del Norte
- Antipolo Del Sur
- Bagong Pook
- Balintawak
- Banaybanay
- Bolbok
- Bugtong na Pulo
- Bulacnin
- Bulaklakan
- Calamias
- Cumba
- Dagatan
- Duhatan
- Halang
- Inosloban
- Kayumanggi
- Latag
- Lodlod
- Lumbang
- Mabini
- Malagonlong

- Malitlit
- Marauoy
- Mataas Na Lupa
- Munting Pulo
- Pagolingin Bata
- Pagolingin East
- Pagolingin West
- Pangao
- Pinagkawitan
- Pinagtongulan
- Plaridel
- Poblacion Barangay 1
- Poblacion Barangay 2
- Poblacion Barangay 3
- Poblacion Barangay 4
- Poblacion Barangay 5
- Poblacion Barangay 6
- Poblacion Barangay 7
- Poblacion Barangay 8
- Poblacion Barangay 9
- Poblacion Barangay 9-A
- Poblacion Barangay 10
- Poblacion Barangay 11
- Poblacion Barangay 12

- Pusil
- Quezon
- Rizal
- Sabang
- Sampaguita
- San Benito
- San Carlos
- San Celestino
- San Francisco
- San Guillermo
- San Jose
- San Lucas
- San Salvador
- San Sebastian (Balagbag)
- Santo Niño
- Santo Toribio
- Sapac
- Sico
- Talisay
- Tambo
- Tangob
- Tanguay
- Tibig
- Tipacan